# Интеракционизм
Интеракционизм (от англ. interaction — «взаимодействие») — методологический подход, объединяющий несколько различных направлений в общественных науках.

## Общая характеристика
Интеракционизм объединяет такие направления в общественных науках как:
- Символический интеракционизм
- Социальный конструктивизм
- Этнометодология

Основоположником парадигмы интеракционизма является чикагский учёный Джордж Герберт Мид, примыкавший к течению американского прагматизма. Мид указывал на лежащую в основе взаимодействия людей ориентацию участников коммуникации на мнение других/другого. Общение — это «обмен символами», где необходимо принимать роль другого или других (референтной группы; «генерализованный другой»). 
Воззрения Мида были развиты Гербертом Блумером в теорию символического интеракционизма.

## Интеракционистская ориентация в социальной психологии
В социальную психологию интеракционизм пришёл из социологии, а не из психологии, подобно многим другим концепциям. Под интеракцией тут понимается социальное взаимодействие, то есть взаимодействие людей в общении, в группе, в обществе.
Понятийный аппарат и проблематика интеракционизма взяты из концепций Мида. За основу в анализе берётся не отдельный индивид, а социальный процесс, понимаемый как процесс интеракции индивидов в группе, обществе. Поведение группы рассматривается не с точки зрения составляющих её отдельных индивидов, а из их сложной групповой активности, в рамках которой анализируется поведение каждого отдельного индивида. «Поведение индивида определяется в основном тремя переменными: структурой личности, ролью и референтной группой».
Представителей интеракционистской ориентации интересует сам процесс социального взаимодействия, анализ которого необходим для понимания социального поведения отдельного человека, какими средствами осуществляется и регулируется процесс социальной интеракции. Интерес к проблеме коммуникации при помощи символов, языка, к интерпретации ситуации, к проблемам структуры личности, ролевого поведения и референтной группы как источнику норм социального взаимодействия и социальных установок.
Основные направления интеракционизма:
1. Символический интеракционизм (Мид, Блумер, Кун);
2. Ролевые теории;
3. Теории референтной группы.

Интеракционисты игнорируют исторические условия и социально-экономические закономерности, причину изменений в обществе ищут в структуре личности. Наличие в ней импульсивного Я — предпосылка для появления вариаций и отклонений в шаблонах ролевого поведения. Эти случайные вариации и отклонения шаблонов ролей со временем становятся нормой новых шаблонов поведения и соответствующих изменений в обществе. Изменения в обществе носят случайный характер и не подчиняются каким-либо закономерностям, а их причина заключается в личности.
Структура личности у интеракционистов схожа с фрейдовской:
1. Импульсивное Я = Оно у Фрейда;
2. Рефлексивное Я (те) = Сверх-Я у Фрейда,
3. Личностное Я (self) = Я у Фрейда.

Отличие от психоаналитического взгляда состоит в понимании функции компонента, осуществляющего внутренний социальный контроль: Супер-Эго Фрейда подавляет влечения и бессознательное начало, а у интеракционистов рефлексивное Я (те) не подавляет, а направляет действия, необходимые для достижения успешной социальной интеракции. Личность (Эго) у Фрейда - поле вечного сражения между Оно и Сверх-Я, то у интеракционистов личность (self) — это поле их сотрудничества.
Интеракционисты занимаются прежде всего исследованием состояния и поведения личности, необходимого для успешного сотрудничества с другими людьми.
Интеракционизм породил в противовес позитивизму новые направления социально-психологической теории: конструкционизм Гергена и этогенический подход Харре.